# 12 février aux Jeux olympiques d'hiver de 2018
Pour un article plus général, voir Jeux olympiques d'hiver de 2018.
Le lundi 12 février aux Jeux olympiques d'hiver de 2018 est le cinquième jour de compétition et le troisième jour avec des médailles décernées.  

## Programme
| Heure UTC+9 (Pyeongchang)                     |               |
| bleu                                          | Cérémonie     |
| neutre                                        | Épreuve       |
| or                                            | Finale        |
| orange                                        | Petite finale |
| rose                                          | Reporté       |
| gris                                          | Annulé        |
| Compétition masculine                         | Hommes        |
| Compétition féminine                          | Femmes        |
| Compétition mixte (hommes et femmes mélangés) | Mixte         |
| Compétition en couple (1 homme et 1 femme)    | Couple        |
| modifier                                      |               |

| Horaire | Discipline Spécialité | Discipline Spécialité                                                    | Discipline Spécialité                         | Phase                                | Résultats                                              | Références |
| ------- | --------------------- | ------------------------------------------------------------------------ | --------------------------------------------- | ------------------------------------ | ------------------------------------------------------ | ---------- |
| 09 h 05 |                       | Curling Double mixte                                                     | Compétition en couple (1 homme et 1 femme)    | Première demi-finale                 | 8-4                                                    | -          |
| 10 h 00 |                       | Patinage artistique Épreuve par équipes                                  | Compétition mixte (hommes et femmes ensemble) | Programme libre hommes               | -                                                      | -          |
| 10 h 00 |                       | Patinage artistique Épreuve par équipes                                  | Compétition mixte (hommes et femmes ensemble) | Programme libre femmes               | -                                                      | -          |
| 10 h 00 |                       | Patinage artistique Épreuve par équipes (Danse libre de danse sur glace) | Compétition mixte (hommes et femmes ensemble) | Finale                               | Canada · Russie (OAR) · États-Unis                     | -          |
| 10 h 00 |                       | Snowboard Slopestyle                                                     | Compétition femmes                            | Finale                               | Jamie Anderson · Laurie Blouin · Enni Rukajärvi        | -          |
| 13 h 30 |                       | Snowboard Half-pipe                                                      | Compétition femmes                            | Qualifications                       | -                                                      | -          |
| 16 h 40 |                       | Hockey sur glace Tournoi féminin                                         | Compétition femmes                            | Tour préliminaire Groupe B - Match 5 | 3-1                                                    | -          |
| 19 h 10 |                       | Biathlon Poursuite (10 km)                                               | Compétition femmes                            | Finale                               | Laura Dahlmeier · Anastasia Kuzmina · Anaïs Bescond    | -          |
| 19 h 30 |                       | Ski acrobatique Bosses                                                   | Compétition hommes                            | Qualifications 2                     | -                                                      | -          |
| 19 h 50 |                       | Luge Simple                                                              | Compétition femmes                            | Manche 1 et 2                        | -                                                      | -          |
| 20 h 05 |                       | Curling Double mixte                                                     | Compétition en couple (1 homme et 1 femme)    | Deuxième demi-finale                 | 7-5                                                    | -          |
| 21 h 00 |                       | Biathlon Poursuite (12,5 km)                                             | Compétition hommes                            | Finale                               | Martin Fourcade · Sebastian Samuelsson · Benedikt Doll | -          |
| 21 h 00 |                       | Ski acrobatique Bosses                                                   | Compétition hommes                            | Finale                               | Mikaël Kingsbury · Matt Graham · Daichi Hara           | -          |
| 21 h 10 |                       | Hockey sur glace Tournoi féminin                                         | Compétition femmes                            | Tour préliminaire Groupe B - Match 6 | 8-0                                                    |            |
| 21 h 30 |                       | Patinage de vitesse 1 500 mètres                                         | Compétition femmes                            | Finale                               | Ireen Wüst · Miho Takagi · Marrit Leenstra             | -          |
| 21 h 50 |                       | Saut à ski Tremplin normal                                               | Compétition femmes                            | Finale                               | Maren Lundby · Katharina Althaus · Sara Takanashi      | -          |

## Tableau des médailles provisoire
- Pays organisateur (Corée du Sud)

| Rang  | Nation       | Or                                                              | Argent                             | Bronze                                                                    | Total |
| ----- | ------------ | --------------------------------------------------------------- | ---------------------------------- | ------------------------------------------------------------------------- | ----- |
| 1     | Canada       | Médaille d'or, Jeux olympiques · Médaille d'or, Jeux olympiques | Médaille d'argent, Jeux olympiques |                                                                           | 3     |
| 2     | Allemagne    | Médaille d'or, Jeux olympiques                                  | Médaille d'argent, Jeux olympiques | Médaille de bronze, Jeux olympiques                                       | 3     |
| 3     | États-Unis   | Médaille d'or, Jeux olympiques                                  |                                    | Médaille de bronze, Jeux olympiques                                       | 2     |
| 3     | France       | Médaille d'or, Jeux olympiques                                  |                                    | Médaille de bronze, Jeux olympiques                                       | 2     |
| 3     | Pays-Bas     | Médaille d'or, Jeux olympiques                                  |                                    | Médaille de bronze, Jeux olympiques                                       | 2     |
| 6     | Norvège      | Médaille d'or, Jeux olympiques                                  |                                    |                                                                           | 1     |
| 7     | Japon        |                                                                 | Médaille d'argent, Jeux olympiques | Médaille de bronze, Jeux olympiques · Médaille de bronze, Jeux olympiques | 3     |
| 8     | Russie (OAR) |                                                                 | Médaille d'argent, Jeux olympiques |                                                                           | 1     |
| 8     | Australie    |                                                                 | Médaille d'argent, Jeux olympiques |                                                                           | 1     |
| 8     | Slovaquie    |                                                                 | Médaille d'argent, Jeux olympiques |                                                                           | 1     |
| 8     | Suède        |                                                                 | Médaille d'argent, Jeux olympiques |                                                                           | 1     |
| 12    | Finlande     |                                                                 |                                    | Médaille de bronze, Jeux olympiques                                       | 1     |
| Total | Total        | 7                                                               | 7                                  | 7                                                                         | 21    |

| Rang  | Nation             | Or | Argent | Bronze | Total |
| ----- | ------------------ | -- | ------ | ------ | ----- |
| 1     | Allemagne          | 4  | 1      | 2      | 7     |
| 2     | Pays-Bas           | 3  | 2      | 2      | 7     |
| 3     | Norvège            | 2  | 4      | 3      | 9     |
| 4     | Canada             | 2  | 4      | 1      | 7     |
| 5     | États-Unis         | 2  | 1      | 1      | 4     |
| 6     | France             | 2  |        | 1      | 3     |
| 7     | Suède              | 1  | 1      |        | 2     |
| 8     | Corée du Sud       | 1  |        |        | 1     |
| 8     | Autriche           | 1  |        |        | 1     |
| 10    | Japon              |    | 1      | 2      | 3     |
| 11    | République tchèque |    | 1      | 1      | 2     |
| 11    | Russie (OAR)       |    | 1      | 1      | 2     |
| 13    | Australie          |    | 1      |        | 1     |
| 13    | Slovaquie          |    | 1      |        | 1     |
| 15    | Finlande           |    |        | 2      | 2     |
| 16    | Italie             |    |        | 1      | 1     |
| 16    | Kazakhstan         |    |        | 1      | 1     |
| Total | Total              | 18 | 18     | 18     | 54    |